# 临溪镇 (石柱县)
临溪镇，是中华人民共和国重庆市石柱土家族自治县下辖的一个乡镇级行政单位。

## 行政区划
临溪镇下辖以下地区：
高建社区、红阳村、南峰村、民主村、前进村、前光村、花厅村、旭光村、新街村和黎家村。